# Măceșu de Jos
Măceșu de Jos est une commune roumaine située dans le județ de Dolj.